# Panorpa reni
Panorpa reni är en näbbsländeart som beskrevs av Chou in Chou, Ran och Wang 1981. Panorpa reni ingår i släktet Panorpa och familjen skorpionsländor. Inga underarter finns listade i Catalogue of Life.